# Comuna Trifești, Neamț
Trifești este o comună în județul Neamț, Moldova, România, formată din satele Miron Costin și Trifești (reședința).

## Așezare
Comuna se află în sud-estul județului, pe malurile râului Valea Neagră. Este străbătută de șoseaua județeană DJ157, care o leagă spre nord-est de Horia (unde se termină în DN15D) și spre vest de Făurei, Mărgineni, Dochia, Dumbrava Roșie și Piatra Neamț (unde se termină în DN15).

## Demografie
Componența etnică a comunei Trifești
     Români (90,25%)
     Alte etnii (0%)
     Necunoscută (9,75%)
Componența confesională a comunei Trifești
     Ortodocși (88,52%)
     Alte religii (1,39%)
     Necunoscută (10,09%)
Conform recensământului efectuat în 2021, populația comunei Trifești se ridică la 4.234 de locuitori, în scădere față de recensământul anterior din 2011, când fuseseră înregistrați 4.551 de locuitori. Majoritatea locuitorilor sunt români (90,25%), iar pentru 9,75% nu se cunoaște apartenența etnică. Din punct de vedere confesional, majoritatea locuitorilor sunt ortodocși (88,52%), iar pentru 10,09% nu se cunoaște apartenența confesională.

## Politică și administrație
Comuna Trifești este administrată de un primar și un consiliu local compus din 13 consilieri. Primarul, Dan-Marian Lupu[*], de la Partidul Național Liberal, este în funcție din 2016. Începând cu alegerile locale din 2024, consiliul local are următoarea componență pe partide politice:
|  | Partid                          | Consilieri | Componența Consiliului | Componența Consiliului | Componența Consiliului | Componența Consiliului | Componența Consiliului | Componența Consiliului | Componența Consiliului |
|  | ------------------------------- | ---------- | ---------------------- | ---------------------- | ---------------------- | ---------------------- | ---------------------- | ---------------------- | ---------------------- |
|  | Partidul Național Liberal       | 7          |                        |                        |                        |                        |                        |                        |                        |
|  | Partidul Social Democrat        | 4          |                        |                        |                        |                        |                        |                        |                        |
|  | Alianța pentru Unirea Românilor | 1          |                        |                        |                        |                        |                        |                        |                        |
|  | Alianța Dreapta Unită           | 1          |                        |                        |                        |                        |                        |                        |                        |

## Istorie
La sfârșitul secolului al XIX-lea, comuna făcea parte din plasa Siretul de Jos a județului Roman și era formată din satele Rădiu, Șofrăcești și Trifești, cu 1829 de locuitori. În comună existau două biserici și o școală mixtă. La acea vreme, pe teritoriul actual al comunei, mai funcționa în aceeași plasă și comuna Brănișteni, formată din satele Brăniștenii de Jos, Brăniștenii de Sus și Felești, având în total 1248 de locuitori. Existau și aici o biserică și o școală primară mixtă cu 13 elevi.
Anuarul Socec din 1925 consemnează comuna Trifești drept reședință a plășii, având aceeași alcătuire și o populație de 2447 de locuitori. Tot atunci, comuna Brănișteni avea 1434 de locuitori în satele Brăniștenii de Jos, Brăniștenii de Sus și Ghinițești. În 1931, comuna Brănișteni luase numele de Miron Costin și era formată din satele Brănișteni și Miron Costin.
În 1950, comunele au fost transferate raionului Roman din regiunea Bacău (între 1952 și 1956, din regiunea Iași). În 1968, ele au trecut la județul Neamț; comuna Miron Costin a fost desființată și inclusă în comuna Trifești, și au fost desființate și satele Brănișteni (comasat cu Miron Costin), Rediu și Șofrocești (comasate cu Trifești).

## Monumente istorice

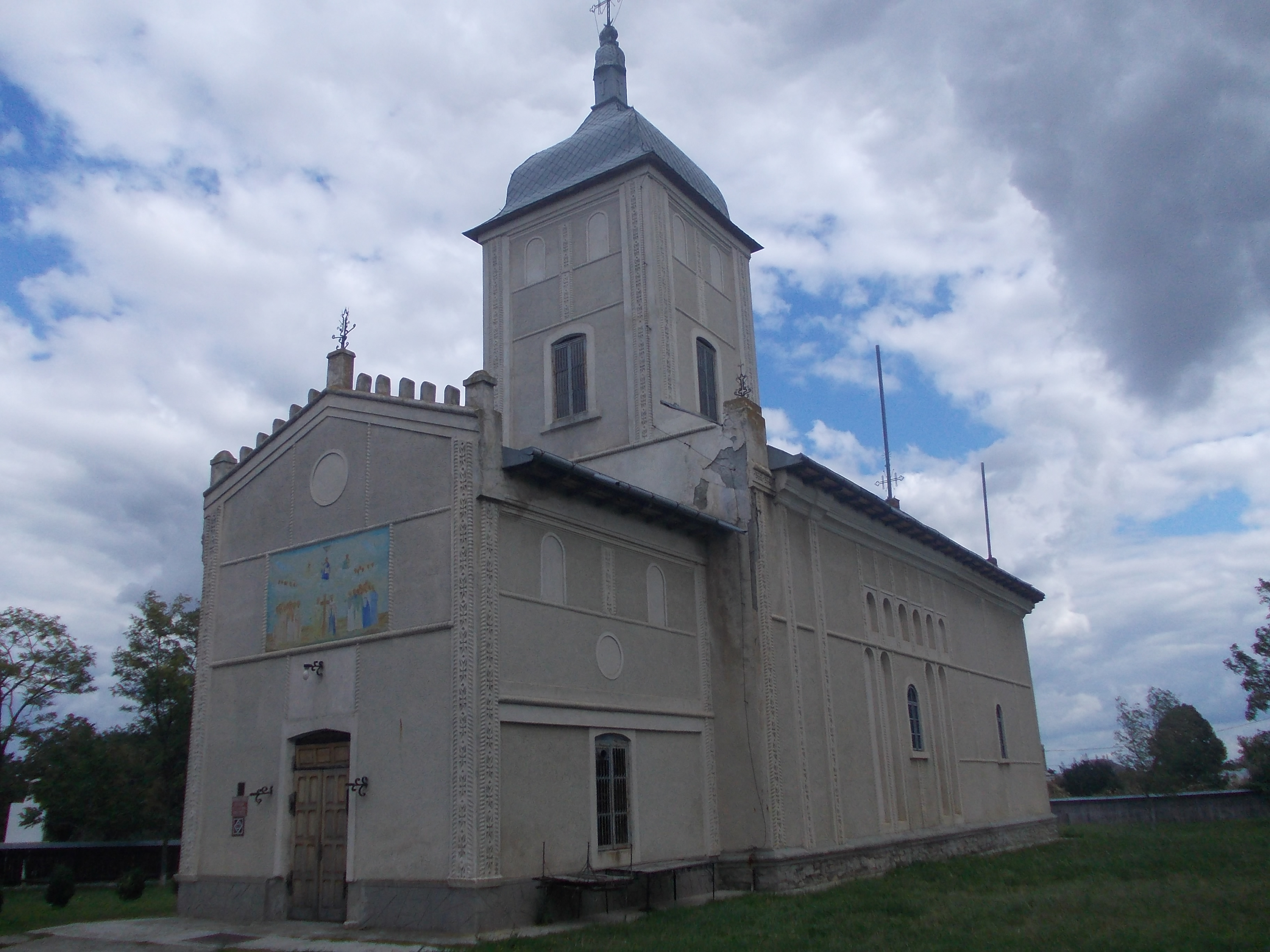
Biserica „Duminica Tuturor Sfinților” din Miron Costin, monument istoric de interes național

În comuna Trifești se află biserica „Duminica Tuturor Sfinților” (construită în 1520, cu adăugiri în 1700 și 1894) din satul Miron Costin, monument istoric de arhitectură de interes național. În rest, un singur alt obiectiv din comună este inclus în lista monumentelor istorice din județul Neamț, obiectiv clasificat tot ca monument de arhitectură — biserica „Sfântul Nicolae” (1798) din satul Trifești.